# 쇼핑 난민
쇼핑 난민(일본어: 買い物難民 가이모노난민[*])은 식료품, 일용품 상점이 부족해 가게를 이용하기 어려운 시민들을 일컫는 말이다. 대표적으로 식품 사막에 사는 사람들을 말한다.

## 같이 보기
- 셔터 거리
- 식품 사막
- 농협경제연구소